# ماريو لوسياني
ماريو لوسياني (بالإيطالية: Mario Lusiani)‏ مواليد 4 مايو 1903 في إيطاليا - الوفاة 3 سبتمبر 1964، كان دراج إيطالي. سبق أن شارك في دورة الألعاب الأولمبية الصيفية وفاز بميدالية أولمبية.

## الميداليات
| الميدالية | المسابقة                       |
| --------- | ------------------------------ |
| ذهبية     | الألعاب الأولمبية الصيفية 1928 |

## روابط خارجية
- ماريو لوسياني على موقع أرشيف الدراجات (الإنجليزية)
- ماريو لوسياني على موقع إحصائيات الدراجات الإحترافية (الإنجليزية)
- ماريو لوسياني على موقع CycleBase (الإنجليزية)
- ماريو لوسياني على موقع أوليمبيديا (الإنجليزية)
- ماريو لوسياني على موقع اللجنة الأولمبية الإيطالية (الإيطالية)